# 福祉葬
福祉葬(ふくしそう)は、生活保護法第18条に基づき、生活保護を受けている世帯の一員が亡くなり、その葬儀費用を出すことができない場合、自治体からの葬祭扶助の範囲内で執り行われる葬儀のことである。生活保護葬、民生葬とも。

## 注意点
- 政教分離原則から、自治体が独自に宗教行事を行うわけにはいかないので、本来の葬祭扶助は「直葬」（火葬）のみであって、宗教的な形を踏んだ「葬儀」という位置づけは正しくないという見方もある。
- 実施者によって公費負担が可能かどうかの判断がわかれるケースがある[2]